# اكتشاف أمريكا
مصطلح اكتشاف أمريكا يشمل أحداث متعددة ومتفرقة تصف وصول أعراق وشعوب مختلفة إلى أراضي الأمريكيتين وذلك بعد اكتشاف ووصول السكان الأصليين لها. امتدت مرحلة الاكتشاف عبر قرون من الزمان وهي نتاج جهود وإنجازات بعثات اسكتشافية مختلفة. أسفرت الاسكتشافات المتكررة عن بَدْء الاستعمار الأوروبي للأمريكيتين. وصل الفايكنج مستوطني آيسلندا إلى جزيرة جرينلاند في آواخر القرن العاشر، وأنشأوا عليها مستوطنات متعددة استمروا بالتوافد عليها حتى قرابة 1350.
وفي 3 أغسطس (آب) 1492م (898هـ) أبحر كريستوفر كولومبوس لأول مرة في المحيط الأطلسي بثلاث سفن، تحمل العلم الإسباني وبـ (120) بحاراً وذلك انطلاقاً من بلدة بالوس بعد أن أقنع الملكين فرناندو وإيزابيلا بنجاح مشروعه، وبالفعل فقد وصل في العاشر من تشرين الأول (أكتوبر) من نفس السنة إلى جزر الأنتيل في أمريكا الوسطى معتقداً أنه دخل بعض الجزر الآسيوية القريبة من الهند، لذلك سموها في البداية بجزر الهند الغربية؛ إلى أن سافر إليها فيما بعد البحار الفلورنسي (أمريكو فسبوشي) ليعلن لأوروبا أن كولمبوس إنما اكتشف «عالماً جديداً» أطلق عليه من ثم اسم «أمريكا».

خرائط المسعودي العربية التي استعملها كولومبوس في اكتشاف أمريكا (الأرض المجهولة)

## الاستكشاف الإسلامي الأول
يعود فضل أول اكتشاف لأمريكا وتدوينة في التاريخ الى المؤرخ العربي المسلم علي بن الحسين المسعودي الهذلي والبحار خشخاش بن سعيد عام 882 م قال المسعودي في كتابه مروج الذهب «منهم رجلا من أهل الأندلس يقال له خشخاش، وكان من فتيان قرطبة وأحداثها فجمع جماعة من أحداثها، وركب بهم مراكب استعدها في هذا البحر المحيط، فغاب فيه محة ثم انثنى بغنائم واسعة، وخبره مشهور عند أهل الأندلس»
ويذكر بعض العلماء والمؤرخين ان كولومبوس قد وصل الى أمريكا بعد استعانته بخرائط المؤرخ علي بن الحسن المسعودي الهذلي في فتره الحكم الملكي الإسباني 1492 م .

## استكشاف ما قبل كولومبوس
وفقًا لملاحم الأيسلنديين، استوطن البحارة الشماليون (غالبًا ما يطلق عليهم اسم الفايكنغ) من آيسلندا في غرينلاند في ثمانينيات القرن العاشر. اكتشف إريك الأحمر جنوب غرب غرينلاند واستقر فيها، وأسماها غرينلاند (الأرض الخضراء) لجذب أكبر عدد ممكن من المستوطنين الآيسلنديين، وفي النهاية أنشأ المستعمرات الشرقية والغربية التي هُجرت عام 1351 تقريبًا.

يعد موقعا لانس أو ميدوز (خليج قناديل البحر)، الأثري في أقصى شمال نيوفاوندلاند، وموقع ثان جنوب غرب نيوفاوندلاند، المواقع الوحيدة المعروفة لقرى الشماليين في أمريكا الشمالية خارج غرينلاند. تتميز هذه المواقع بصلات محتملة مع مستعمرة فينلاند التي حاول ليف إريكسون تأسيسها عام 1003.

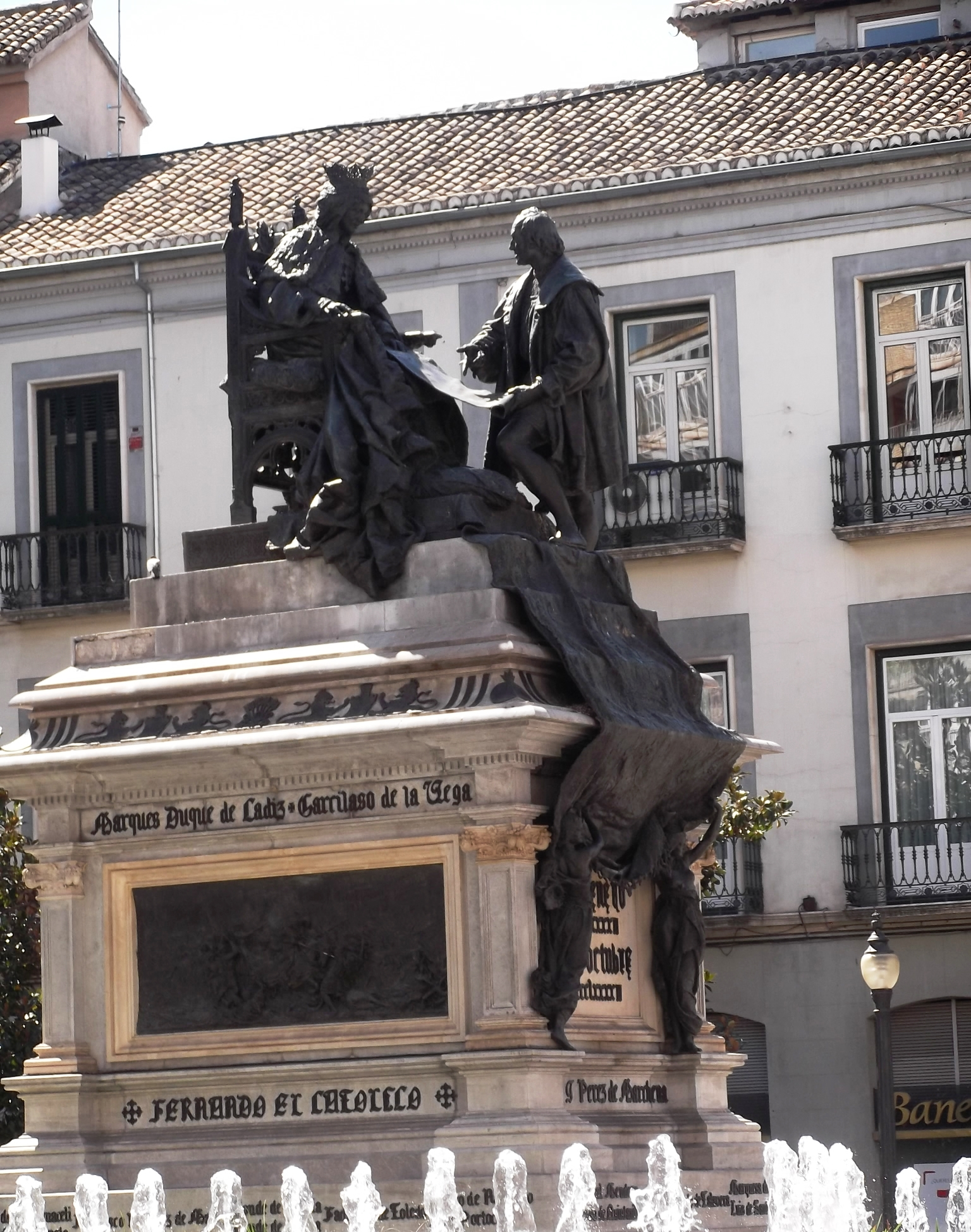
تمثال لكريستوفر كولومبوس في غرناطة يقنع الملكين الكاثوليكيين بنجاح خطته.

## عصر الاكتشاف والبحث عن الممر الشمالي الغربي
لم تكن رحلات الفايكنغ معروفة في العالم القديم، وظل الأوروبيون غير مدركين لوجود الأمريكيتين ككل، حتى العقود الأولى التالية لعام 1492. أُطلقت العديد من الرحلات الاستكشافية من الدول الأوروبية بحثًا عن ممر شمالي غربي إلى شرق آسيا (أو «جزر الهند» كما كانت تسمى) لإنشاء طريق تجاري أقصر من طريق الحرير إلى الصين، وهو طريق تجاري كانوا في حاجة ماسة إليه، لكنه تدهور بعد سقوط القسطنطينية. احتاج تاج قشتالة أيضًا إلى بديل عن طريق التجارة البحرية الشرقية حول أفريقيا إلى الهند وشرق آسيا الذي سيطر عليه البرتغاليون.
أبحر الملاح الإيطالي كريستوفر كولومبوس في 3 أغسطس 1492 من ميناء بالوس دي لا فرونتيرا في مقاطعة ولبة، من مملكة الملكان الكاثوليكيان المُشكلة حديثًا من مملكتي قشتالة وأرغوس، في إسبانيا الحالية، بتمويل من ملكة قشتالة إيزابيلا الأولى. وسرعان ما انتشرت أخبار رسالة كولومبوس حول رحلته الأولى لاكتشافه جزر البهاما وكوبا وهيسبانيولا في أنحاء أوروبا بسرعة. أعاد كولومبوس الاستكشاف، واستكشف جزءًا كبيرًا من جزر الأنتيل الصغرى في رحلته الثانية، ثم اكتشف كلًا من ترينيداد وتوباغو في رحلته الثالثة أثناء مروره بساحل أمريكا الجنوبية الشمالي. وقضى رحلته الرابعة في مسح ساحل أمريكا الوسطى. فتحت رحلات كريستوفر كولومبوس العالم الجديد.
يعود الفضل إلى الملاح والمستكشف الإيطالي جيوفاني كابوتو (المعروف بالإنجليزية باسم جون كابوت) في اكتشاف أمريكا الشمالية القارية في 24 يونيو 1497، تحت إشراف هنري السابع ملك إنجلترا. هناك خلاف حول موقع استكشافه الدقيق، لكن الموقف الرسمي لحكومتي كندا والمملكة المتحدة هو أنه هبط في جزيرة نيوفاوندلاند. أشير إلى الوجود الإنجليزي بفضل جيوفاني كابوتو في خريطة خوان دي لا كوسا لعام 1500.
حصل جواو فرنانديز لابرادور عام 1499 على ترخيص من ملك البرتغال مانويل الأول، ووصل مع بيرو دي بارسيلوس إلى غرينلاند وشاهدوا منطقة لابرادور لأول مرة بعد ليف إريكسون، التي منحت وسميت باسم فرنانديز لابرادور. يرّجح أن لابرادور ذهب بعد عودته إلى بريستول للإبحار باسم إنجلترا. وفي نفس الوقت تقريبًا، بين 1499 و1502 استكشف الإخوة غاسبار وميغيل كورت ريال وسميا سواحل غرينلاند ولابرادور ونيوفاوندلاند أيضًا، وسميا سواحل أمريكا الشمالية المستكشفة «تيرا فيردي». أشير إلى الاستكشافات في خريطة الكرة الأرضية الكانتونية 1502.
سرعان ما أُدرك أن كولومبوس لم يصل إلى آسيا، وإنما وجد ما كان للأوروبيين عالمًا جديدًا، أطلق عليه في عام 1507 اسم «أمريكا»، ربما نسبةً إلى أمريكو فيسبوتشي، وظهر بهذا الاسم على خريطة فالدسيمولير.

## الاستكشافات البحرية الأخرى
أرسلت البرتغال بيدرو ألفاريز كابرال عام 1500 لاستكشاف أمريكا الجنوبية. وهو مكتشف البرازيل. أرسل ملك أراغون فرديناند الثاني خوان بونثي دي ليون من المستعمرة الوليدة في هيسبانيولا للتحقق من صحة الإشاعات عن أرض غير مكتشفة في الشمال الغربي. نزل بونثي دي ليون في 2 أبريل 1513، في الساحل الشمالي الشرقي لما سمّاه فلوريدا للتاج. هناك خلاف حول الموقع الدقيق، ولكن رجح المؤرخون سانت أوغسطين وخليج بونثي دي ليون وميلبورن بيتش. واجه تيار الخليج القويّ ووجد ممرًا عبر جزر فلوريدا للهبوط على ساحل خليج فلوريدا الجنوبي الغربي في خليج المكسيك. ومرةً أخرى، هناك خلاف على الموقع الدقيق. رغم أن كولومبوس زار بورتوريكو وجزر فرجن عام 1493، لكن بونثي دي ليون كان أول أوروبي معروف يصل إلى البر الرئيسي للولايات المتحدة الحالية.
في 25 سبتمبر 1513، كان الفاتح الإسباني فاسكو نونييث دي بالبوا أول أوروبي يرى المحيط الهادئ بمجرد عبوره برزخ بنما. وادعى أحقية التاج الإسباني في كل الأراضي التي يصل إليها، لتؤثر لاحقًا على استعماره إقليم لاس كاليفورنياس.
في حوالي 1519-1521، استكشف المستكشف البرتغالي جواو ألفاريس فاغوندس سواحل نيوفاوندلاند ولابرادور ونوفا سكوشا، في مهمة لإنشاء المستعمرات.
حاول خوان بونثي دي ليون عام 1521 إقامة مستوطنة دائمة على الساحل الغربي لفلوريدا. لم يحدد مكان هبوطه. رفض السكان الأصليين حملته. وأصيب بونثي دي ليون بسهم وتوفي متأثرًا بجراحه.
أبحر المستكشف الإيطالي جيوفاني دا فيرازانو عام 1524 باسم الملك فرانسوا الأول ملك فرنسا واشتهر بكونه أول أوروبي بعد الشماليين (الفايكنغ) يستكشف الساحل الأطلسي لأمريكا الشمالية. وبوصوله لقرب دلتا نهر كيب فير، استكشف سواحل ولايتي كارولينا الجنوبية وكارولينا الشمالية الحاليتين، حيث دخل إلى بحيرة بامليكو ساوند، متجاوزًا مداخل خليج تشيزبيك. ولاعتقاده أن ميناء نيويورك هو بحيرة، أبحر عبر جزيرة لونغ أيلاند، فاستكشف خليج ناراغانسيت ونيوفاوندلاند.
في 1524-1525، استكشف المستكشف البرتغالي إستيفو غوميز، باسم تشارلز الأول ملك إسبانيا، نوفا سكوشا الحالية مبحرًا إلى الجنوب على طول ساحل مين. دخل غوميز ميناء نيويورك وشاهد نهر هدسون (الذي أطلق عليه اسم «نهر سان أنطونيو»). حدد دييغو ريبيرو بفضل حملته الساحل الشرقي لأمريكا الشمالية على خريطة العالم لعام 1529 بالكامل تقريبًا.
هبط بانفيلو دي نارفاييث الذي أطلق عليه كارلوس الأول، ملك إسبانيا، لقب أديلانتادو (أي حاكم) فلوريدا، عام 1528 في خليج بوكا سييغا على الساحل الغربي لفلوريدا لبدء الحملة البرية المشؤومة التي تألفت من 300 رجل، نجا منهم أربعة فقط. كتب أحد الناجين، ألفار نونييث كابيثا دي فاكا، عند عودته إلى إسبانيا، كتابه «ريلاسيون»، عن رحلة البقاء التي دامت ثماني سنوات.
في عام 1534، غرس جاك كارتييه صليبًا في شبه جزيرة غاسبيزيا على خليج سانت لورانس، وادعى أحقية فرانسوا الأول ملك فرنسا بهذه الأرضي. وفي عام 1535 استكشف كارتييه نهر سانت لورانس وادعى أيضًا أحقية فرنسا بالمنطقة.
بعد محاولتين فاشلتين للوصول إلى شرق آسيا بالإبحار حول سيبيريا، أبحر هنري هدسون غربًا عام 1609 تحت إشراف شركة الهند الشرقية الهولندية. مرّ أيضًا برأس كود وخليج شيسبيك وخليج ديلاوير، بدلًا من الإبحار في نهر هدسون في 11 سبتمبر 1609 بحثًا عن اتصال وهمي بالمحيط الهادئ عبر ما كان في الواقع البحيرات العظمى. اكتشف هدسون في رحلته الرابعة والأخيرة مضيق هدسون وخليج هدسون وخليج جيمس ووضع خريطة لهذه المناطق.
ومن المستكشفين الرئيسيين البحريين الآخرين الكابتن جيمس كوك وجورج فانكوفر وتشارلز ويلكس.

## نظرية اكتشاف قرطاج لقارة أمريكا
- ذكر المؤرخ الإغريقي ديودورس عام 100 ق.م، أنّ القرطاجيين تونس حاليا كانوا يعرفون جزيرة هائلة بعيدا جدّا في المحيط الأطلسي، توجد فيها جبال كثيرة وأنهار عريضة، هذه الجزيرة كانت مصدر ثرواتهم لذلك كانوا يخفون سرّها، ويذكر أنّ القرطاجيين عثروا على تلك الجزيرة صدفة عندما خرجت أحد سفنهم التجارية (اللتي كانت تبحر أسفل الساحل الأطلسي الأفريقي) عن مسارها بسبب عاصفة
- فخاريات وأدوات نحاسية وبرونزية وأسلحة ونقوش قرطاجية وُجدت في أماكن عدة في أميركا الشمالية والجنوبية، في كندا والولايات المتحدة وباراغواي والبرازيل والمكسيك والأرجنتين.. قوارير الاصفورة ذات العروتين والعنق الضيق، القرطاجية الصنع، في ولايات كنساس وألاباما وماساشوستس وفي أماكن أخرى متفرقة في المكسيك وكولومبيا والبرازيل والأرجنتين.. تعود كل هذه الآثار لفترة بين 350 قبل الميلاد و320 قبل الميلاد[8]
- خارطة اكتشفت على قطعة نقود ذهبية فينيقية اكتشفت في قرطاج تعود للأعوام 320-350 قبل الميلاد حيث توجد خارطة اسفل القطعة الذهبية حيث يظهر العالم القديم والبحر المتوسط وأوروبا وبريطانيا واسيا والأمريكيتين!! كان العالم يعتقد لعدة سنوات ان الاشكال في اسفل الخارطة هي احرف فينيقية حتى لاحظ العالم الأمريكي مارك مامينامن [الإنجليزية] انها خارطة العالم القديم حسب القرطاجيين.[9]